# Litago
Litago es un municipio español de la provincia de Zaragoza, en la comunidad autónoma de Aragón. Perteneciente a la comarca de Tarazona y el Moncayo, cuenta con una población de 192 habitantes (INE 2024).

## Geografía
Está situado en las faldas de Moncayo a 781 m sobre el nivel del mar, en el oeste de la provincia de Zaragoza, a 86 km de Zaragoza, y a 16,5 km de Tarazona, capital de la comarca de Tarazona y el Moncayo, de la que este pueblo forma parte.
Parte de su término municipal está ocupado por el parque natural del Moncayo, y su término municipal limita con Lituénigo, Trasmoz, Añon de Moncayo, Alcala de Moncayo, Vera de Moncayo, en la parte del parque natural limita con Tarazona y un enclave de Trasmoz.

## Historia

### Prehistoria
Sobre el Término de Litago, en el barranco de la Jasa o Yasa se encuentran varios yacimientos del Paleolítico Medio de unos 40.000 años de antigüedad. Entre los que destaca el de La Bardalera, con numerosas piezas líticas del grupo cultural Musteriense.

### Edad Media
En la Edad Media, sobre el siglo XII, se tienen las primeras noticias del castillo de Litago y que tenía dos torres, cuando fue donado por Alfonso II en 1191 a  Miguel Valamazano, junto con el pueblo, aunque dos años más tarde se donara al monasterio de Veruela, donación que fue aprobada por Jaime I en 1247 y Jaime II en 1303.
Sobre el siglo XIII, se construyó cerca del castillo la iglesia de estilo románico de la Asunción de Nuestra Señora, que su campanario puede se la torre del homenaje. Los últimos datos que se tienen del castillo datan de inicios de 1475.

### Edad Moderna
Sobre el siglo XIV la iglesia fue reformada añadiendo pequeñas capillas.

### Edad Contemporánea
Sobre mediados del siglo XIX en la década de 1840, tenía 130 casas, cárcel, escuela de niños y las enfermedades principales eran calenturas inflamatorias, pleuresías y pulmonías. Tenía también cuatro ermitas dedicadas a la Virgen del Pilar, a San Sebastián, a San Miguel y San Justo y pastor.
Sobre 1910 se perdió una tradición, ya que al tener una plaza amurallada se cerraban las puertas de la plaza a las 10 de la noche, este hecho se debió al derribo de parte del castillo.

## Demografía
Litago cuenta con una población de 192 habitantes (INE 2024).
| Gráfica de evolución demográfica de Litago entre 1842 y 2021                                                        |
| |
| Población de derecho según los censos de población del INE Población de hecho según los censos de población del INE |

## Economía
Sobre la economía en la década de 1840, la economía se basaba principalmente en la agricultura, ganadería y caza, y tenía un molino de harina.
Hoy día la economía de Litago se basa en la agricultura, ganadería, apicultura, recursos forestales, negocios, y desde la creación del parque natural hay algunas empresas de hostelería.

## Administración y política
| Período        | Alcalde                                       | Partido |  |
| -------------- | --------------------------------------------- | ------- |  |
| 1979-1983      | Martín Peña Lamana                            | UCD     |  |
| 1983-1987      |                                               | PAR     |  |
| 1987-1991      |                                               | PAR     |  |
| 1991-1995      |                                               | PSOE    |  |
| 1995-1999      | Rosa María Millán                             | PP      |  |
| 1999-2003      | Rosa María Millán                             | PP      |  |
| 2003 2003-2007 | Rosa María Millán Pedro José Herrero Magallón | PP PAR  |  |
| 2007-2011      | Pedro José Herrero Magallón                   | PSOE    |  |
| 2011-2015      | Pedro José Herrero Magallón                   | PSOE    |  |
| 2015-2019      | Pedro José Herrero Magallón                   | PSOE    |  |
| 2019-2023      | Rafael Ávila Peña                             | PSOE    |  |

| Partido político    | Partido político                                                    | 1979   | 1983   | 1987   | 1991   | 1995   | 1999   | 2003   | 2007   | 2011   | 2015   | 2019   |
| Partido político    | Partido político                                                    | Ediles | Ediles | Ediles | Ediles | Ediles | Ediles | Ediles | Ediles | Ediles | Ediles | Ediles |
|                     | Partido de los Socialistas de Aragón (PSOE-Aragón)                  | —      | —      | 2      | 4      | 2      | —      | 0      | 4      | 4      | 4      | 4      |
|                     | Alianza Popular (AP)-Partido Popular de Aragón (PP)                 | —      | 2      | 0      | 1      | 1      | 4      | 4      | 1      | 1      | 1      | 1      |
|                     | Chunta Aragonesista (CHA)                                           | —      | —      | —      | —      | —      | 0      | 0      | 0      | —      | —      | —      |
|                     | Partido Aragonés (PAR)                                              | —      | 3      | 3      | 0      | 2      | 1      | 1      | 0      | 0      | —      | —      |
|                     | Unión de Centro Democrático (UCD)-Centro Democrático y Social (CDS) | 5      | —      | 0      | —      | —      | —      | —      | —      | —      | —      | —      |
|                     | Partido Comunista de España (PCE)                                   | —      | 0      | —      | —      | —      | —      | —      | —      | —      | —      | —      |
|                     | Organización Revolucionaria de Trabajadores (ORT)                   | 0      | —      | —      | —      | —      | —      | —      | —      | —      | —      | —      |
| Total de concejales | Total de concejales                                                 | 5      | 5      | 5      | 5      | 5      | 5      | 5      | 5      | 5      | 5      | 5      |

## Cultura

### Patrimonio
- Iglesia de la Asunción de Nuestra Señora
- Torre La Mano del Moro
- Torre del Castilluelo
- Castillo de Litago

### Fiestas
- San Sebastián, Que se celebran a finales de agosto. En la cual se celebra una hoguera y se hace el relevo de cofrades, la cual se inicia con una procesión donde cuando llegan a la plaza se reparten tortas que han llevado las jóvenes del pueblo hace el relevo de cofrades y se termina con un jota.[3][4]
- Sobre mediados de agosto se hace la romería al santuario de la Virgen de Moncayo.